# (21028) 1989 TO
1989 تي أو (ويعرف أيضًا باسم (21028) 1989 تي أو وفق تسمية الكوكب الصغير) (بالإنجليزية: 1989 TO)‏ هو كويكب ضمن حزام الكويكبات؛ وترتيبه 21028 من حيث الاكتشاف.
اكتُشف هذا الجُرم الفلكي بواسطة اليانور إف. هيلين في 4 أكتوبر 1989.

## وصلات خارجية
- (21028) 1989 TO في قاعدة بيانات مختبر الدفع النفاث لأجرام النظام الشمسي الصغيرة

- الاكتشاف · مخطط المدار ·  العناصر المدارية · المعلمات المادية

- (21028) 1989 TO على موقع ويكي سكاي: DSS2, SDSS, GALEX, IRAS, Hydrogen α, X-Ray, Astrophoto, Sky Map, Articles and images